# 998
998 (CMXCVIII) je bilo navadno leto, ki se je po julijanskem koledarju začelo na soboto.

## Dogodki
- 1. januar

## Rojstva
- Edmund II., angleški kralj († 1016)

## Smrti
- 1. julij - Abul Vefa, arabski matematik, astronom (* 940)